# 尾熊栄輔
尾熊 栄輔（おぐま えいすけ、1983年3月30日 - ）は、日本の元陸上競技（マラソン）選手。

## 経歴・人物
埼玉県川口市出身の元陸上選手。
埼玉栄高等学校、日本体育大学卒業。NTT西日本陸上競技部に所属していた。埼玉県川口市出身。身長168cm 、48kg。
高校から陸上競技を始め、埼玉栄高等学校、日本体育大学へ進学し、活躍。
大学卒業後はNTT西日本陸上部に所属し、2008年3月に引退した。
現國學院大学陸上部所属の尾熊迅斗の父親

## 主な実績
2000年岐阜総体　5000m 予選3組 14位　15分11秒69
全国高等学校駅伝競走大会　第50回4位（4区区間3位23分57秒）、第51回9位（3区区間4位24分45秒））
全国都道府県対抗駅伝大会　埼玉県代表
　第5回10位（4区区間31位15分13秒）第6回3位（5区区間7位25分20秒）
2000年済州島国際マラソン2位
第33回全日本大学駅伝予選会　3組　19位　30分31秒92　
第78回東京箱根間往復大学駅伝予選会　2位　個人全体31位　1時間1分2秒　（全大学1学年1位）
大阪実業団駅伝競走大会　（59回3位（4区区間3位9分48秒）60回3位（5区区間3位9分57秒））

## ベスト記録
5000m 14分08秒58 
10000m 29分08秒82 
20000m 59分12秒31 
ハーフマラソン 1時間3分33秒 
マラソン 2時間13分58秒